# Nimetön (ö i Södra Savolax, Nyslott, lat 62,42, long 28,91)
Nimetön är en ö i Finland. Den ligger i sjön Kermajärvi och i kommunen Heinävesi i den ekonomiska regionen  Nyslotts ekonomiska region  och landskapet Södra Savolax, i den sydöstra delen av landet, 300 km nordost om huvudstaden Helsingfors. Öns area är 0,9 hektar och dess största längd är 130 meter i nord-sydlig riktning.